# Дуб (судно)
Дуб — вантажне вітрильне судно козаків для прибережного плавання.
На відміну від чайок дуби мали три щогли з вітрилами. Назвою «дуб» козаки підкреслювали міцність своїх суден та їхню велику тоннажність.
Під час воєнних походів на дубах перевозили визволених із неволі співвітчизників та велику кількість захоплених гармат.